# Wanda Worch
Wanda Worch (* 12. Dezember 1980) ist eine deutsche Schauspielerin, Synchronsprecherin und ehemaliges Model.

## Karriere
Einem breiteren Publikum wurde sie durch ihre Rolle der Isabella „Paule“ Lanford in der Telenovela Anna und die Liebe bekannt, in der sie von 2010 bis 2012 zu sehen war. Zuvor spielte sie an der Seite von Harald Krassnitzer in der ARD-Serie Der Winzerkönig die Rolle der Kerstin Neumann. Des Weiteren wirkte Worch in zahlreichen anderen Fernsehproduktionen wie Danni Lowinski oder Tatort mit.
Die Schauspielausbildung absolvierte sie am Max-Reinhardt-Seminar in Wien. Vor ihrer Karriere im TV wirkte die Schülerin von Klaus-Maria Brandauer an zahlreichen Theaterproduktionen mit, u. a. im Schauspielhaus Wien, am Landestheater Linz und bei den Festspielen Reichenau.
Bevor sie ihre Karriere als Schauspielerin begann, trat sie im Alter von 15 Jahren u. a. bei einer Show von Jean-Paul Gaultier auf und war in Berlin als Performancekünstlerin tätig. 

## Filmografie (Auswahl)

### Kino
- 2012: Pride
- 2004: Ondinas
- 2003: Mädchen, Mädchen 2 – Loft oder Liebe
- 2002: Moulin Fu – für was kämpfst du?
- 2001: Terabyte
- 1998: Die Alchemie der Liebe
- 1997: Dating Mephisto

### Fernsehen
- 2003: Die Verbrechen des Professor Capellari
- 2005: Tatort – Schneetreiben
- 2009: Tatort – Lohn der Arbeit
- 2009: Der Winzerkönig
- 2010–2012: Anna und die Liebe (Episode 588–926)
- 2011: Danni Lowinski
- 2012: Akte Ex
- 2013: Küstenwache
- 2013: Maintrailer – Spuren des Verbrechens
- 2016: Die Rosenheim-Cops – Tödliche Laster

## Synchron (Auswahl)

### Filme
- 2016: Amy de Bhrún  in Jason Bourne als Satelliten-Technikerin
- 2017: Allegra Edwards in Sandy Wexler als Mary

### Serien
- 2013–2014, 2017: Tessa Ferrer in Grey’s Anatomy als Dr. Leah Murphy
- 2015: Tessa Ferrer in Extant als Katie Sparks
- 2015: Chinatsu Akasaki in Tokyo Ghoul als Kiyoko Aura
- 2015: Phoebe Waller-Bridge in Broadchurch als Abby Thompson
- 2017: De'Adre Aziza in Bull als Wendy